# 杨光成
杨光成（1955年10月—），云南宾川人，白族，中华人民共和国地方官员。
中国共产党党员。昆明工学院化工系无机化工专业毕业，在职研究生学历。历任中共大理州委常委、大理市委书记，共青团云南省委书记，中共云南省红河州委书记，云南省交通厅党组书记、厅长等职。2009年1月云南省机构改革后，仍担任云南省交通运输厅厅长、党组书记。2013年1月，不再担任云南省交通运输厅厅长，但继续担任党组书记。2014年4月涉嫌严重违纪违法被调查。